# Operacija Ljeto '95.
Operacija "Ljeto '95." događala se od 25. do 30. srpnja 1995. godine kojom su oslobođeni Bosansko Grahovo i Glamoč te šira područja, ukupno oko 1600 četvornih kilometara. Srbi su u sjevernoj Dalmaciji dovedeni u poluokruženje, sa samo dva moguća izlaska prema BiH. Stvoreni su preduvjeti za oslobađanje Knina, sjeverne Dalmacije i Like.
Dovođenjem Knina u poluokruženje ostvareni su uvjeti za uspješno izvršenje Operacije Oluja koja je otpočela samo 5 dana nakon okončanja Operacija Ljeto-95; u “Oluji” je i sudjelovao pretežni dio snaga angažiranih u Operaciji "Ljeto '95".

## Povod
Početkom srpnja 1995. Srbi u BiH preuzimaju inicijativu na područjima UN-ovih "zaštićenih zona", s namjerom da definitivno ovladaju područjima Srebrenice, Žepe, Goražda i Bihaća. Tako Srebrenica pada u ruke Srba 11. srpnja 1995. nakon čega je svijet vidio nezapamćeni egzodus i stravičan pokolj preko 8000 Bošnjaka. To je bio najgori pokolj u Europi nakon 2. svjetskog rata. Naređenje za taj zločin dali su Radovan Karadžić i Ratko Mladić koji su u svojoj zločinačkoj euforiji oslabili svoje ostale crte bojišnice. Nedugo nakon Srebrenice pada i Žepa, a Srbi se okreću napadu na Bihać i Bihaćku enklavu na koji su 19. srpnja 1995. krenule jake snage VRS (2. krajiški korpus) s namjerom da ovladaju i tom enklavom u kojoj se u okruženju još od 1992. godine nalazilo gotovo 200.000 ljudi.
Sve je izgledalo kao situacija u studenom 1994. koja je prethodila operaciji Zima '94. Bihać je opet došao u smrtnu opasnost, napadan s tri strane – s istoka i juga postrojbe 2. Krajiškog korupsa VRS, sa sjevera Republika Zapadna Bosna, a sa zapada snage SVK, (jačine Korpusa specijalnih snaga te nekoliko brigada i oklopnih i topničkih sastava iz 15. i 39. korpusa). Dana 23. srpnja 1995. vojna situacija oko Bihaća je bila iznimno kritična i taj dan je ubilježen u povijest obrane Bihaća kao najteži dan obrane.
Tadašnja Republika i Federacija BiH uputile su poziv Republici Hrvatskoj da pruži hitnu vojnu i svaku drugu pomoć u obrani od agresije, osobito na kritičnom području Bihaća. Dana 22. srpnja 1995. održani su u Splitu razgovori vodstava Hrvatske i BiH gdje je donesena Deklaracija o oživotvorenju Sporazuma iz Washingtona, zajedničkoj obrani od srpske agresije i postizanju političkog rješenja u skladu s naporima međunarodne zajednice. Deklaracija je osnažila Sporazum o prijateljstvu i suradnji od 21. srpnja 1992. godine. Dogovorena je koordinacija oružanih snaga Hrvatske i BiH, čime je konačno legalizirana prisutnost regularnih postrojbi Hrvatske vojske na teritoriju BiH.
Ante Gotovina izvješćuje dr. Franju Tuđmana da vojska neće moći izdržati još jednu zimu na Dinari. Stoga se donosi odluka o pokretanju operacije koja bi bila pandan operaciji Zima '94. Nova operacija zvala se  – Ljeto '95.

## Cilj operacije
Cilj operacije je bio zaustaviti neprijateljsku ofenzivu na Bihać, osloboditi gradove Bosansko Grahovo i Glamoč i stvoriti preduvjete za oslobođenje Knina i ostalog područja u sjevernoj Dalmaciji i Lici.

## Hrvatske postrojbe
- 1. gardijska brigada HV-a (jedna bojna)
- 4. gardijska brigada HV-a
- 7. gardijska brigada HV-a
- 9. gardijska brigada HV-a (jedna bojna)
- 1. hrvatski gardijski zdrug
- 113. brigada HV-a
- 114. brigada HV-a
- 40. inženjerijska bojna HV
- 81. gardijska bojna HV "Kumovi"
- 3. gardijska brigada HVO-a
- Specijalne postrojbe MUP-a Hrvatske Republike Herceg-Bosne
- 1. gardijska brigada HVO-a
- 2. gardijska brigada HVO-a
- 3. gardijska brigada HVO
- 60. gardijska bojna HVO
- Specijalna policija Herceg-Bosne
- Postrojba posebne namjene Gavran 2 HVO-a
- 141. brigada HV
- 2. vod druge bojne 112 brigade HV
- 96. domobranska pukovnija HVO "Bobovac" Vareš – Višnjići (jedna bojna)
- 126. Domobranska pukovnija Sinj[2]
- PPN Ludvig Pavlović
- 10.Topničko raketni puk HVO
- 6. domobranska pukovnija Split
- 142. brigada HV

## Srpske snage
Bosansko Grahovo i Glamoč branile su postrojbe iz sastava 2. Krajiškog korpusa VRS. Međutim, zbog značajnijeg angažmana na osvajanju Bihaća srpska obrana Bosanskog Grahova i Glamoča bila je slaba, a činili su je neiskusni vojnici, Srbi iz Hrvatske ili Bosne i Hercegovine koji su ranije izbjegli u Srbiju, gdje su mobilizirani i vraćeni na ratište. Opskrba ovih malobrojnih snaga bila je iznimno loša; topništvo SVK na Šatoru ostalo je bez streljiva, a oskudijevalo se gorivom, pa čak i hranom.

## Tijek operacije
Operacija Ljeto '95 počinje 25. srpnja 1995. snažnim, energičnim napadom iz dva smjera:
1) Iz područja brda Gnjat i sela Crni Lug kreću postrojbe 4., 7. i 9. gardijske brigade HV-a te 114. brigada HV-a oslobađajući Grkovce, Peulje (Gornje, Donje), Crnomarkovići, Zadrugu, Čitluk i Nuglašić, ovladavaju planinom Šator te ostvaruju nadzor nad najvažnijom komunikacijom Knin-Bosansko Grahovo-Drvar. Nakon 3 dana, 28. srpnja 1995. hrvatske snage ulaze u Bosansko Grahovo. U sljedeća dva dana hrvatske snage napreduju dalje prema Drvaru i izbijaju u područje prijevoja Derala.
2) Iz područja planine Šator kreću postrojbe 1. Hrvatskog Gardijskog Zdruga, 1. Gardijska brigada HV-a, 81. Brigada HV-a, 3. Gardijska brigada HVO-a i specijalne postrojbe MUP-a HRHB. Idući na istok i jugoistok dolaze u Glamočko polje sleđa i nakon 4 dana, 29. srpnja 1995. ulaze u Glamoč. Idućeg dana se bojišnica stabilizira.
Kao odmazdu za pretrpljene gubitke u ljudstvu i teritoriju, Srbi su izveli zrakoplovno bombardiranje livanjskog područja .

## Rezultati i epilog operacije Ljeto '95
Operacija Ljeto '95 je zaključila 8-mjesečni niz vojnih akcija koje su osigurale uvjete za uspješno izvođenje Oluje. Oslobođeno je područje ukupne površine 1600 četvornih kilometara uključujući gradove Bosansko Grahovo i Glamoč. 
Zauzimanjem Bosanskog Grahova hrvatske snage izbile su na prilaze Kninu i presjekle jedinu komunikaciju koja iz Knina preko Drvara vodi prema Banji Luci. Vojska Republike Srpske odbacena je dublje u Bosnu, a Knin i cjelokupno područje Dalmacije pod okupacijom srpskih odmetnika gubi najvažniju prometnicu i dolazi u poluokruženje. Istovremeno, inženjerija SVK otpočinje danonoćnim radovima na osposobljavanju jedine preostale prometnice koja izvodi prema Bosni (Knin-Otrić-Srb-Gornji Lapac). Nakon stabiliziranja bojišnice na dostignutim položajima od prijevoja Derala do Kupreškog polja, počinje priprema za Operaciju Oluja.
Ratno stanje na cjelokupnom području tzv. RSK proglašeno je već 28. srpnja. Među srpskim odmetnicima počinje se širiti strahovita panika, a srpski zapovjednici zatekli su se u čudu jer su u potpunosti izgubili zaleđe. Ako se i očekivao napad HV-a, očekivao se iz pravca Zadra ili Splita, nikako iz pravca Bosanskog Grahova, čime je cjelokupan prethodni plan obrane RSK prestao biti aktualan. Bježanje stanovništva prema Bosni započinje već idućeg dana, 29. srpnja 1995. i to najprije iz Knina gdje su imućniji stanovnici i oni koji su bili svjesni ranjivosti RSK na brzinu popakirali najnužnije i s obiteljima se zaputili put Bosne.
Radi pregrupiranja svojih snaga na pravce napredovanja HV i HVO, srpske snage su morale prekinuti napadne akcije prema postrojbama Armije BiH na okruženom području Bihaća; prema procjenama vojnog vodstva Republike Srpske, to je spriječilo vojni slom ABiH na tom području.